# Liste der Stolpersteine in Friedrichsdorf
Die Liste der Stolpersteine in Friedrichsdorf umfasst jene Stolpersteine, die vom Kölner Künstler Gunter Demnig in Friedrichsdorf im hessischen Hochtaunuskreis verlegt wurden. Sie sind Opfern des Nationalsozialismus gewidmet, all jenen, die vom NS-Regime drangsaliert, deportiert, ermordet, in die Emigration oder in den Suizid getrieben wurden.
Demnig verlegt für jedes Opfer einen eigenen Stein, im Regelfall vor dem letzten selbst gewählten Wohnsitz. Die bisher einzige Verlegung fand am 8. März 2007 statt.

## Verlegte Stolpersteine
In Friedrichsdorf wurden drei Stolpersteine an drei Anschriften verlegt.
| Stolperstein | Inschrift                                                                                        | Verlegeort            | Name, Leben |
| --- | ------------------------------------------------------------------------------------------------ | --------------------- | --- |
| | Hier wohnte Georg Emil Habermehl Jg. 1896 verhaftet KZ Dachau ermordet 20.3.1942                 | Mühlstraße 14 ·       | Georg Emil Habermehl wurde am 17. September 1896 in Köppern geboren. Er wurde als „asozial“ denunziert und ins KZ Dachau zur Zwangsarbeit deportiert. Georg Emil Habermehl verlor dort am 20. März 1942 sein Leben, die offizielle Todesursache lautete „Versagen von Herz und Kreislauf bei Darmkatarrh“. |
| Bild gesucht Die Wikipedia wünscht sich an dieser Stelle ein Bild vom hier behandelten Ort. Motiv: Stolperstein Falls du dabei helfen möchtest, erklärt die Anleitung , wie das geht. BW |                                                                                                  |                       | Friedrich Mank wurde in Seulberg geboren. Er wurde als „asozial“ denunziert und in das KZ Sachsenhausen zur Zwangsarbeit deportiert. Friedrich Mank wurde dort 1942 ermordet. |
| | Hier wohnte Frieda Rosa Müller geb. Oppenheimer Jg. 1906 deportiert Auschwitz ermordet 8.12.1943 | Köpperner Straße 63 · | Frieda Rosa Müller, geborene Oppenheimer, wurde am 12. Januar 1906 in Holzhausen geboren. Ihr Vater war der in Holzhausen in der Haingasse 19 lebende Viehhändler Jakob Oppenheim. Mit 22 Jahren heiratete sie Albert Müller, der evangelischen Glaubens war. Anfang der 1930er Jahre zog das Paar in die Hauptstraße 63, zwischenzeitlich Adolf-Hitler-Allee heißend, heute Köpperner Straße. Das Paar hatte eine Tochter, Marianne. Der Antisemitismus wurde immer spürbarer, 1938 wanderte Familie Oppenheim nach Argentinien aus. Frieda Müller war zum evangelischen Glauben konvertiert, fühlte sich daher in Sicherheit und ignorierte die Warnungen ihrer Familie. Die Nazis gingen zusehends gegen die Familie Müller vor, ihr Vermieter sollten ihnen die Wohnung kündigen, tat dies aber nicht. Die Tochter des ehemaligen Vermieters erinnert sich an Müller als eine hilfsbereite und warmherzige Frau, die das Haus nicht mehr verlassen wollte, als sie gezwungen wurde den Judenstern zu tragen. Nachbarn halfen ihr mit unter anderem selbstgebackenen Kuchen während dieser Zeit. Frieda Müller wurde schließlich von der Ortsgruppe der NSDAP angezeigt. Am 8. September 1943 wurde sie abgeholt, ihr Ehemann begleitete sie zum Bahnhof. Frieda Müller wurde im Gefängnis in der Hammelsgasse in Frankfurt sieben Wochen inhaftiert. Es gelang ihr immer wieder Nachrichten an ihre Familie rauszuschmuggeln, ihr letzter Brief an ihre Familie lautete: „Wir sind verladen und stehen auf dem Bahnhof in Stettin. Mein lieber Mann, mein liebes Kind, wir fahren nach Osten, wir werden uns nie mehr wiedersehen.“. Frieda Müller wurde nach Auschwitz deportiert und dort am 3. Dezember 1943 ermordet. Ihr Mann erhielt die Nachricht, dass sie „an den Folgen von Myocardinsuffienz“ gestorben wäre. Eine Gedenktafel in der Trauerhalle des Köppener Friedhofes erinnert an ihr Schicksal, stellvertretend auch für alle anderen Opfer von Verfolgung und Vertreibung. |

## Verlegung
Die Verlegung erfolgte am 8. März 2007 durch den Künstler Gunter Demnig persönlich.